# Gualdo
Gualdo – miejscowość i gmina we Włoszech, w regionie Marche, w prowincji Macerata.
Według danych na rok 2004 gminę zamieszkiwało 920 osób, 41,8 os./km².